# Auschwitzi lágerzenekarok
Az auschwitzi koncentrációs táborban fennállása során lágerzenekarok működtek. Megnevezésük a tábor szóhasználatában Häftlingkapelle vagy Lagerkapelle volt. Ezek részben a lágerek vezetőségének utasítására, részben a deportáltak saját kezdeményezésére jöttek létre, tagjai a táborok foglyai, hivatásos és amatőr zenészek voltak. Szimfonikus, fúvós- és kamarazenekarok, dzsessz-együttesek alakultak így meg. A zenészek, zenei együttesek produkcióját sokféle célra használta fel vagy tűrte meg a tábor vezetése: hogy hamis biztonságérzettel töltse el a transzportokkal érkezőket, hogy a foglyok menetelésének ritmusát megadja, hogy a hivatalos tábori ceremóniákat ünnepélyesebbé tegye, hogy az SS tisztikar zeneileg műveltebb tagjainak komolyzenei élményt nyújtson, vagy pusztán szórakoztatásra.

## Áttekintés
„A tábor bejáratánál rázendít egy rezesbanda: a Rosamundát játssza, a jól ismert érzelmes dalt, s ez nekünk olyan furcsa, hogy összenézünk, fojtogat bennünket a nevetés; valami megkönnyebbülésfélét érzünk, talán ez az egész ceremónia csak egy nagyszabású teuton tréfa. De a Rosamunda után újabb és újabb indulókba kezd a zenekar, s egyszer csak lám, jönnek a társaink a munkából. Ötös oszlopba sorakozva közelednek furcsa, természetellenes, merev léptekkel, mintha csontbábuk volnának, a zenekar diktálta ütemet azonban aggodalmasan betartják.”

– Primo Levi – Ember ez?

Az auschwitzi koncentrációs tábor túlélőinek beszámolói, memoárjai gyakran megemlítik azt, hogy a megérkezés pillanatától kezdve a tábori élet mindennapjait zene hatotta át. A foglyok alkotta lágerzenekarok indulóinak vidám, pattogó ritmusa formálisan a tábor jelmondatának – „A munka szabaddá tesz” – megfelelően a foglyok életörömének, munkakedvének fenntartását szolgálta, valójában a visszaemlékezők többsége szerint inkább az akarat megtörése, az ember engedelmes automatává változtatása volt a célja. Primo Levi visszaemlékezése szerint a mindenütt jelenlévő zene „…a láger mértani őrületének érzékelhető megnyilvánulása, azé a rögeszmés szándéké, amely először az embert akarja megölni bennünk, hogy aztán lassan fizikailag is megsemmisítsen”.
A koncentrációs táborban a zene ugyanakkor nem csak az elnyomó gépezet részeként funkcionált; esetenként szükségszerűen a maga civilizációs szerepét is be tudta tölteni, segíthetett a láger realitása fölé emelkedni.

„Egy magyar a zongoránál, egy virtuóz… Mozartot, Beethovent, Schubertet, Bachot adott elő. Egyszer csak hirtelen Chopin Gyászindulóját kezdte játszani. Mikor vége lett, mozdulatlanul ült, kezei a klaviatúrán. Mindnyájan megértettük; megértettük őt és megértettük magunkat. Csend. Utána egy ünnepélyes, számunkra ismeretlen dallamba kezdett. Mikor befejezte, felállt. Ez a magyar himnusz volt, mondta. És ez itt ugyanúgy helyénvaló volt, mint Chopin gyászindulója. Ez volt az egyetlen pillanat, amikor elfeledkeztem a táborról körülöttem.”

– Jerzy Adam Brandhuber

A náci koncentrációs táborok világában a Lagerführerek mindenütt nagy fontosságot tulajdonítottak annak, hogy saját lágerzenekar, Lagerkapelle álljon rendelkezésükre, részben a presztízs miatt, hiszen más táborokban is ezt látták, de részben a szellemi kultúra iránti rajongásuk okán is. Ennek megfelelően a zenekarok repertoárja is változatos volt: egyfelől a foglyok vonulását, a névsorolvasást, a nyilvános büntetéseket, egyéb ceremóniákat aláfestő indulók, háttérzenék, másfelől a magas zenei igényeket kielégítő szimfonikus zeneművek, végül az őrszemélyzet kikapcsolódását szolgáló szórakoztatózenék, átiratok alkották.
A lágerzenekarok tagjai a foglyok elitjéhez tartoztak; különböző mértékben, de kivételezett helyzetben voltak. Ez megnyilvánult elhelyezésükben, az élelemhez és élvezeti cikkekhez való hozzáférésükben, a külső munkavégzés alóli felmentésükben stb. Nemegyszer közeli, baráti kapcsolatba kerültek a tábor SS adminisztrációjának zenekedvelő tagjaival. A lágerzenekar sajátos belső hierarchiájában elfoglalt hely nagyban meghatározta a privilégiumokat. Csúcsán a Kapellmeister, az együttes vezetője, karnagya, kápója foglalt helyet. Közvetlenül alatta álltak a Notenschreiberek, azaz kottamásolók, akik nemcsak szólamokat másoltak, de zeneelméleti tudásukat felhasználva átiratokat is komponáltak, sőt, a krónikus kottahiány közepette gyakran komplett zeneműveket jegyeztek le emlékezetből.  A piramis alján az egyszerű muzsikusok voltak, akik között ugyanakkor érvényben volt a régi foglyok illetve újoncok közötti rangkülönbség.
Az auschwitzi koncentrációs tábor valójában több különálló láger halmaza volt. Auschwiz I., a főtábor az egész táborkomplexum adminisztrációs központja volt. Auschwitz II.–Birkenau maga is több altáborból tevődött össze, egy férfi- és egy női táborból, valamint két „családi táborból”, melyek közül az egyik cigány, a másik zsidó családokat foglalt magába. Auschwitz II.–Birkenaut a mai történettudomány „megsemmisítő tábornak” tekinti, ahol többek között a Magyarországról deportált zsidók túlnyomó többsége is elpusztult. Egy ideig a monowitzi koncentrációs tábor is – Auschwitz III. néven – a táborkomplexum része volt. E táborok mindegyikének volt egy vagy több kisebb-nagyobb zenekara, de elsősorban Auschwitz I. valamint Birkenau férfi- és női táborának lágerzenekarairól vannak jól feldolgozott irodalmi adatok.

## Auschwitz I.
Az auschwitzi táborkomplexum első zenekara a főtáborban, Auschwitz I.-ben alakult 1940 decemberében. Vezetője, karnagya – hivatalos titulusa szerint Kapellmeistere – Franz Nierychło sziléziai fogoly volt, ő volt egyben a foglyok konyhájának kápója is. Az együttes kezdetben héttagú volt, hangszereit a zenészek családtagjai által küldött hegedű, nagybőgő, harmonika, szaxofon és ütőhangszerek alkották.
A zenekar próba- és koncertterme a 24-es blokkban, a későbbi tábori bordély alatti helyiségben volt, ahol egy kis pódium és egy zongora is rendelkezésre állt. A próbák 1941. január 6-án kezdődtek. A próbák, zenei előadások hallgatóságát a foglyok, az őrszemélyzet vagy a tiszti állomány tagjai alkották. A zenekar taglétszáma fokozatosan 100 fölé emelkedett. Ez túlnyomórészt lengyel hivatásos muzsikusok érkezésének volt köszönhető, akik a zene minőségén is sokat javítottak. Zsidóknak a legvégső időkig tilos volt a zenekari tagság.
A zenekar szabályzatban előírt feladata volt, hogy a munkába induló, a munkából hazatérő munkakommandóknak zenéjével szolgáltassa a menetütemet. E célból kezdetben a zenészeknek az időjárásra való tekintet nélkül mindig a tábor bejáratánál, a szabadban kellett játszaniuk; később megengedték nekik, hogy eső, hóesés idején fedett helyen muzsikáljanak. Szombatonként az SS őrszemélyzetet kellett szórakoztatniuk, vasárnap pedig hosszú koncerteket adtak a tábor parancsnokának, Rudolf Höß-nek, családtagjainak és barátainak. Hála a zenészek  sokoldalúságának, a zenekar a szükségletnek megfelelően akár 80 tagú szimfonikus, 120 tagú rézfúvós együttest, 20 tagú tánczenekart, 5 tagú dzsesszbandát is ki tudott állítani.
1942-ben Nierychłót behívták a Wehrmachtba, utódja a nála sokkal népszerűbb, emberségesebb – és zeneileg képzettebb – Adam Kopyciński lett, aki a feloszlatásáig dirigálta a zenekart. Vezetésének első évében az együttes létszáma 120-ra nőtt, főleg lengyel, cseh és szovjet tagokból tevődött össze. 1944 őszén a nemzsidó lengyel foglyokat Németországba szállították; Kopyciński a helyén maradt, de a zenekar megsínylette a lengyel zenészek távozását. Kopycińskinek sikerült elérnie, hogy a hiányt kivételesen zsidó hivatásos muzsikusokkal pótolhassa. A zenekar létszáma ennek ellenére lecsökkent, majd 1944 novemberében, amikor a zsidó zenészek nagy részét a bergen-belseni koncentrációs táborba deportálták, az együttest feloszlatták.

## Birkenau
Auschwitz II.–Birkenau táborát Auschwitz I. alapítása után két évvel nyitották meg. Több egymástól elzárt részből tevődött össze, melyek mindegyikének megvolt a maga sajátos zenei élete. Volt egy férfitábor, egy női tábor, ezen kívül két „családi tábor” a cigányoknak illetve a theresienstadti koncentrációs táborból idehurcolt zsidó családoknak.

### A férfitábor zenekara
Auschwitz II.–Birkenau első hivatalos zenekara a férfiak táborában, 1942 augusztusában jött létre. Magvát az a 16 zenész alkotta, akiket az auschwitzi főtábor zenekarából hoztak ide. Mivel viszonylag kevés lengyel fogoly volt, Auschwitz I.-től eltérően itt zsidók is tagjai lehettek az együttesnek. Első karnagya Jan Zaborski volt, akinek helyét 1942 novemberétől rövid ideig Ludwik Żuk-Skarszewski, majd Franz Kopka vette át.
Mint a többi tábori zenekarnak, ennek is legfőbb feladata az volt, hogy reggel és este a foglyok ki- és bevonulásához az indulót játssza. A zenekar tagjai kezdetben nem mentesültek a tábori munkavégzés és az időközönkénti „válogatás” alól sem. Emiatt és a gyakori öngyilkosságok következtében a létszám fokozatosan csökkent, miközben a férfitábor vezetője, a zeneimádó Johann Schwarzhuber Hauptsturmführer egyre többet követelt a zenekartól. A szerény zenei tehetségű Franz Kopka emiatt egyre inkább a zsidó Szymon Laks segítségére szorult, aki fokozatosan az együttes nem hivatalos vezetőjévé avanzsált.
Mikor Franz Kopka katonai behívót kapott és távozott a lágerből, Szymon Laks kapellmeisteri pozíciója hivatalossá vált. Vezetése alatt a zenekar létszáma növekedésnek indult, 1943 végén 40 tagot számlált, tagjai között sok francia, német, lengyel, holland és görög zsidóval. Zenészei számára Szymon Laks számos kedvezményt harcolt ki, például rossz időjárás esetén felmentést a zenélés alól. Feladataik viszont sokasodtak: a menetzene obligát szolgáltatásán, a tábori ceremóniák zenei aláfestésén kívül vasárnaponként egyre több szórakoztató koncertet kellett adniuk, melyek műsorán könnyűzene, opera- és operettátiratok, alkalmi kompozíciók is szerepeltek.
1944 őszén a zenészeket rövid időre Sachsenhausenbe, majd Dachauba vitték, amit 1945 májusában szabadítottak fel az amerikaiak.

### A női zenekar
Auschwitz II.–Birkenau női táborában – a náci koncentrációs táborok között egyedüliként – női zenekar működött. Az együttes 1943 júniusában az SS utasítására, Maria Mandel, a női tábor vezetőjének felügyelete alatt alakult meg. Első karnagya a lengyel Zofia Czajkowska volt, de a zenekar fénykorát 1943 augusztusától a zsidó származású osztrák hegedűművésznő, Alma Rosé karmestersége alatt érte el. Alma Rosé rejtélyes, hirtelen halála után 1944 áprilisától 1945 januárjáig az orosz Sonia Vinogradova vezette az együttest.
A női zenekar 45–50 főből állt, tagjai fiatal lányok, nagyrészt amatőr zenészek voltak. Ellentétben a legtöbb lágerzenekarral, amely húrosokkal kiegészített rezesbanda volt, itt túlnyomórészt vonós és pengetős hangszerek, emellett fuvolák és harmonikák kaptak szerepet.[forrás?]
A zenekarnak sok dolga volt, a foglyok reggeli és esti ki- és bevonulásához szolgáltatott indulózene mellett a névsorolvasásokon, az SS táborvezetők szónoklatai közben, nyilvános akasztásokon is játszania kellett. Közben az SS őrszemélyzet számára és a tábori kórházban a betegeknek is adott koncerteket. Ugyanakkor a zenészek nagyon sok kedvezményben részesültek: elhelyezési körletük jól felszerelt, gondozott volt, a táplálékuk bőséges, elegáns kék formaruhájuk, sapkájuk volt.

„Munkából térünk vissza. A tábor egyre közeledik. A zenekar lendületes indulókat és divatos foxtrottokat játszik. Felforr bennünk az epe. Ó, mennyire gyűlöljük ezt a zenét és ezeket a zenészeket! Ezeket a mélykékbe öltöztetett, fehér galléros babákat – ők ülnek, kényelmes székeken ülnek.”

– Romana Duracsova

1944 novemberében a zenekar tagjainak zömét alkotó zsidókat a Bergen-belseni, a többieket 1945 januárjában a ravensbrücki koncentrációs táborba szállították. Túlnyomó többségük túlélte a táborok megpróbáltatásait.
Auschwitz női zenekara az utókor számára akkor vált szélesebb körben ismertté, mikor Fania Fénelon, az együttes tagja 1976-ban könyvet jelentetett meg Sursis pour l'orchestre („Haladék a zenekarnak”) címmel, melyben lágerbeli élményeit mondja el. A műből TV-film is készült Playing for Time címmel. Fania Fénelon könyvét kritizálták amiatt, hogy nem túl hízelgő képet fest a női zenekar legendákkal övezett sztárjáról, Alma Roséról.